# Bullalveolina
Bullalveolina es un género de foraminífero bentónico de la familia Alveolinidae, de la superfamilia Alveolinoidea, del suborden Miliolina y del orden Miliolida. Su especie tipo es Alveolina bulloides. Su rango cronoestratigráfico abarca el Stampiense (Oligoceno).

## Clasificación
Bullalveolina incluye a las siguientes especies:
- Bullalveolina boninensis †
- Bullalveolina bulloides †